# Kronprinz-Rudolf-Warte
Die Kronprinz-Rudolf-Warte – in Kurzform als Rudolfswarte bezeichnet – ist ein Aussichtsturm im südwestlichen Teil der steirischen Landeshauptstadt Graz. Sie steht auf dem Buchkogel im Stadtbezirk Straßgang.

## Lage und Landschaft
Die Stadt Graz wird im Westen vom nord-süd-erstreckten Plabutsch-Buchkogel-Höhenzug begrenzt. Der Buchkogel liegt im südlichen Teil dieses Höhenzugs.
Er erhebt sich knapp 300 Meter über den nächsten Grazer Stadtteil Webling. 1,5 km westsüdwestlich der Rudolfswarte liegt Mantscha (Gemeinde Hitzendorf).
Die Kronprinz-Rudolf-Warte befindet sich genau auf dem Buchkogel-Gipfel.
Die Aussicht von der Plattform der Warte bietet einen Überblick über das Grazer Stadtgebiet, speziell über den südwestlichen Teil der Stadt mit den Bezirken Eggenberg, Straßgang und Wetzelsdorf.
Am Nordausläufer, mit dem Buchkogelsattel weniger als Sattel als als Landmarke eines alten Höhenwegs, der den Kamm quert, liegen über Krottendorf der Kirchberg St. Johann und Paul (562 m ü. A.) und der Ölberg (559 m ü. A.) bei der Schießanlage Feliferhof. Am Ostsporn liegt das Schloss St. Martin. Südlich liegt nach der Einsattelung von Mantscha (Bildföhre, ca. 494 m) der Bockkogel (539 m).
Über den Berg mit seinen Kirchen verläuft der Mariazellerweg (Österreichischer Weitwanderweg 06). Unter dem Berg verläuft der Plabutschtunnel.

## Geschichte und Gestaltung

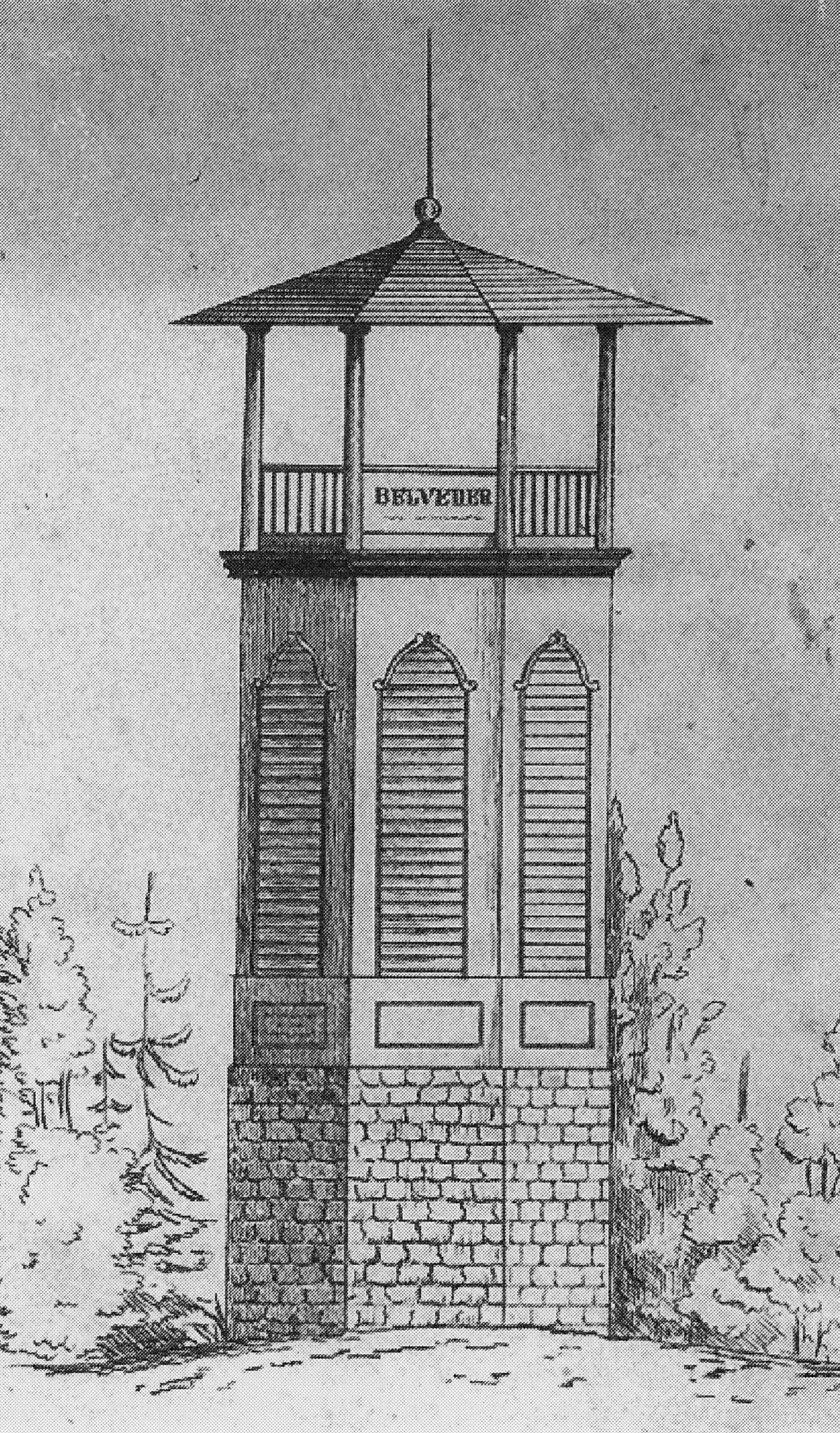
Warte von 1840

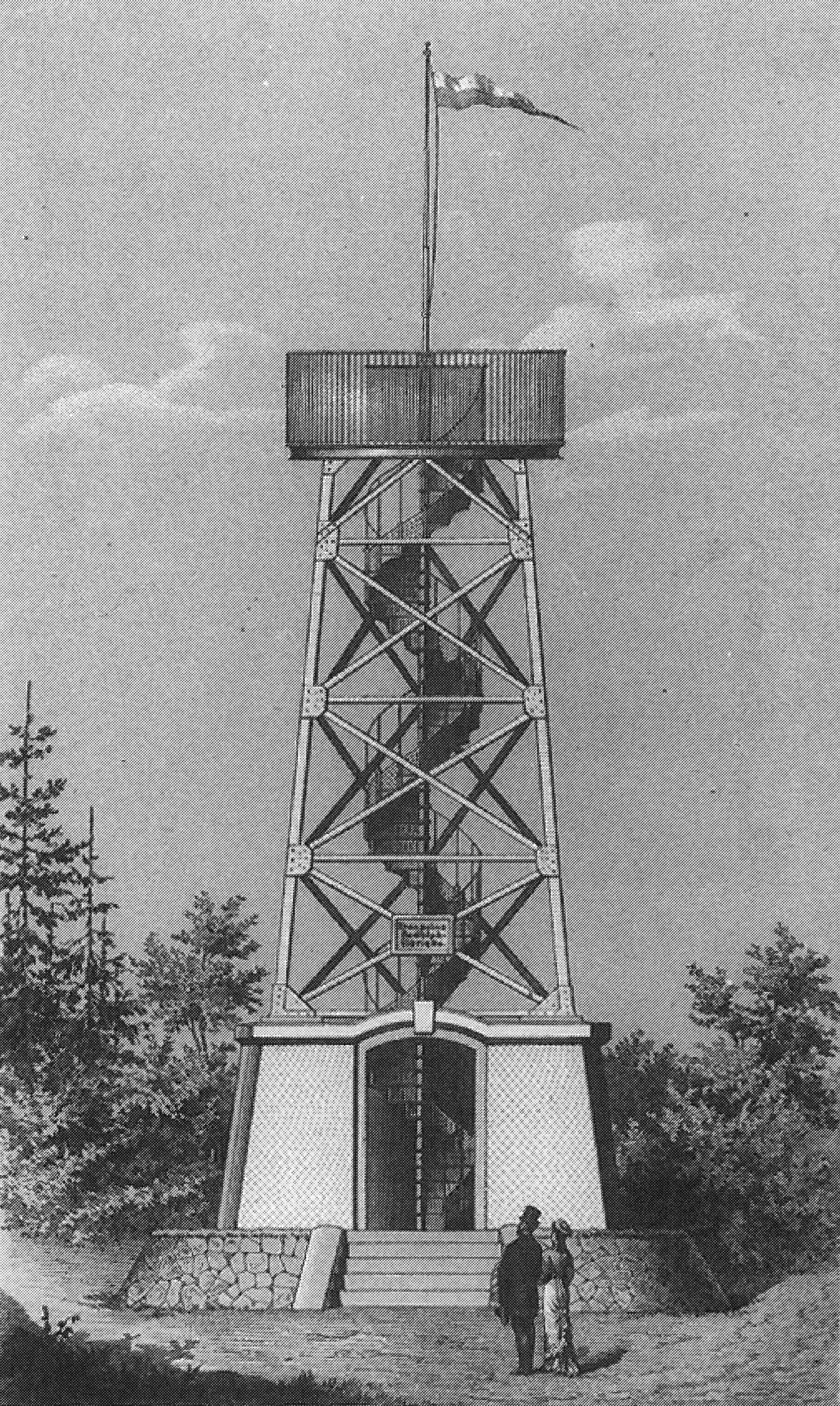
Warte von 1879

Die ursprüngliche Warte auf dem Buchkogel wurde im Jahre 1840 vornehmlich aus Holz gebaut. Sie hatte eine oktogonale Form und erinnerte an einen untersockelten achtsäuligen Pavillon. Stiftender Bauherr und Erhalter war der Abt der Benediktinerabtei St. Blasius zu Admont. 1874 wurde der Turm durch ein Feuer zerstört. Ein nachfolgendes Gebäude sollte daher feuersicher sein.
Im Jahre 1879 wurde die (durch diverse Sammelaktionen finanzierte) Warte vom steirischen Gebirgsverein zu Ehren von Kronprinz Rudolf, Sohn von Kaiser Franz Joseph I., neu errichtet. Auf Basis der unentgeltlichen erbrachten Arbeit des Planverfassers Heinrich Merzenich wurde der Steinbau (um 700 Gulden) von Stadtbaumeister Johann Guido Wolf (1846–1922) und die Eisenkonstruktion (um 1200 Gulden) von der Firma Viktor Körösi ausgeführt. Der Sockel des 11 m hohen Aussichtsturms ist aus Bruchsteinen gemauert und besitzt an drei Seiten Torbögen, die den Zugang zur Warte ermöglichen. Auf die runde Aussichtsplattform an der Spitze der Warte führt eine Wendeltreppe aus Eisen.
Der feierliche Eröffnung samt Segnung fand am Sonntag, dem 12. Oktober 1879 statt. Kronprinz Rudolf hatte zugestimmt, dass das Bauwerk den Namen Kronprinz Rudolf-Gloriette tragen solle. Die Warte wurde in das Eigentum des Stiftes Admont übergeben, eine von einer Kartusche umschlossene Urkunde zur Geschichte und Neuentstehung des Aussichtsturms im Fundament eingemauert.
Seit 1956 gehört der Buchkogel zum Landschaftsschutzgebiet Westliches Berg- und Hügelland von Graz.
In den Siebzigerjahren drohte der Warte das Ende, da die damaligen Grundbesitzer, das Stift Admont und die Stadt Graz, sich nicht einig waren, wer für die Renovierungskosten aufkommen solle. Die Stadt Graz stellte daraufhin einen Abbruchbescheid aus. 1975 gründete der Österreichische Alpenverein unter Präsident Hans Schnell eine Interessengemeinschaft und kam für die Instandsetzung der Warte durch die Sektion Graz des österreichischen Alpenvereins, dem FVV-Straßgang und der Berg- und Naturwacht Graz, auf.
1995 wurde die Warte erneut nachgebessert.
Im März 2015 wurde die Warte wegen Sicherheitsmängeln gesperrt und war bis auf Weiteres nicht mehr zugänglich. Ab Mai 2016 wurde der Aufgang zur Warte erneuert, im April 2017 fertiggestellt und wieder für die Öffentlichkeit freigegeben. Augenscheinlich wurde das Geländer der Wendeltreppe durch Aufschweißen eines weiteren Handlaufs um 10–15 cm erhöht.

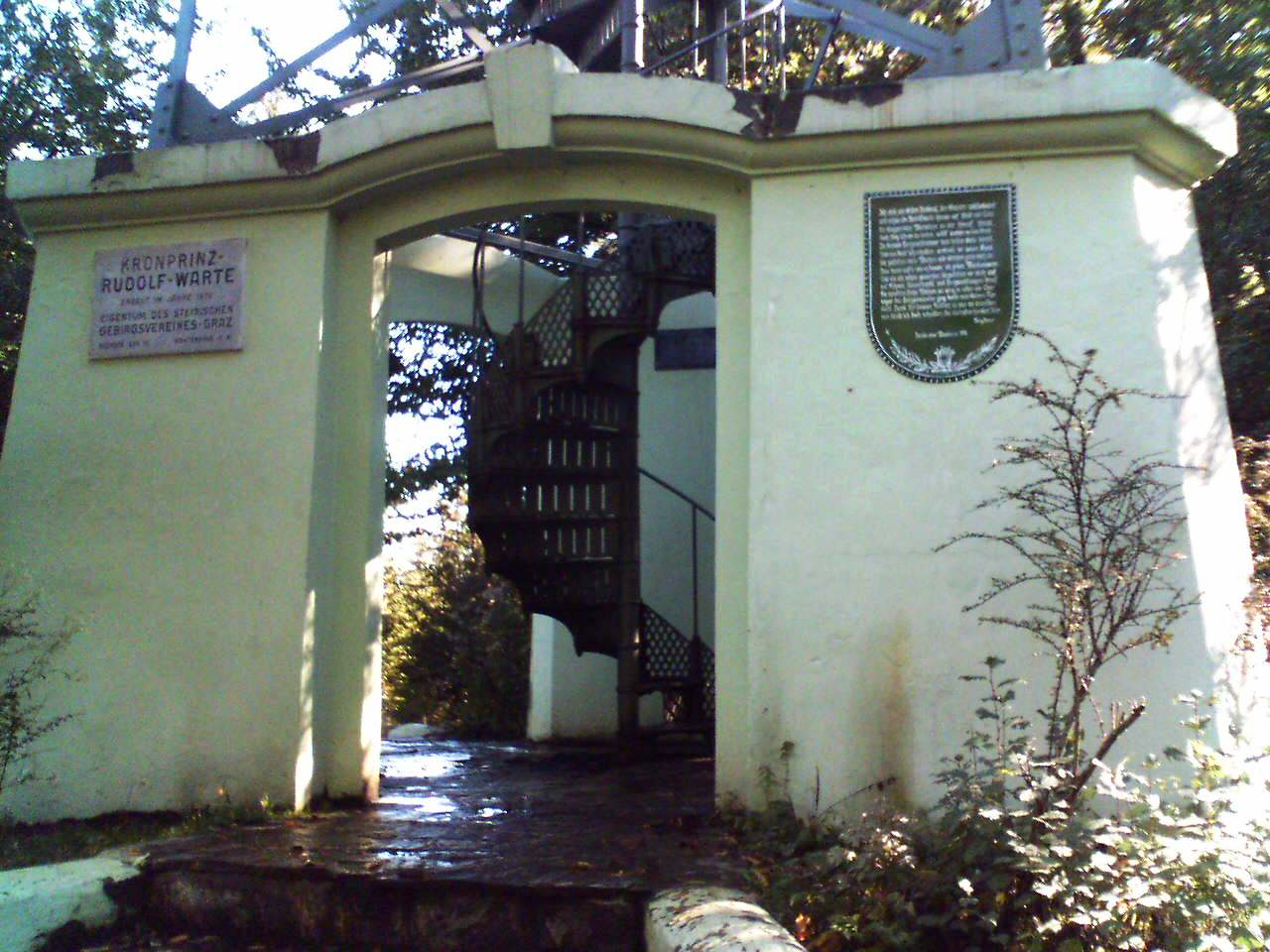
Sockel und die drei Eingänge der Warte
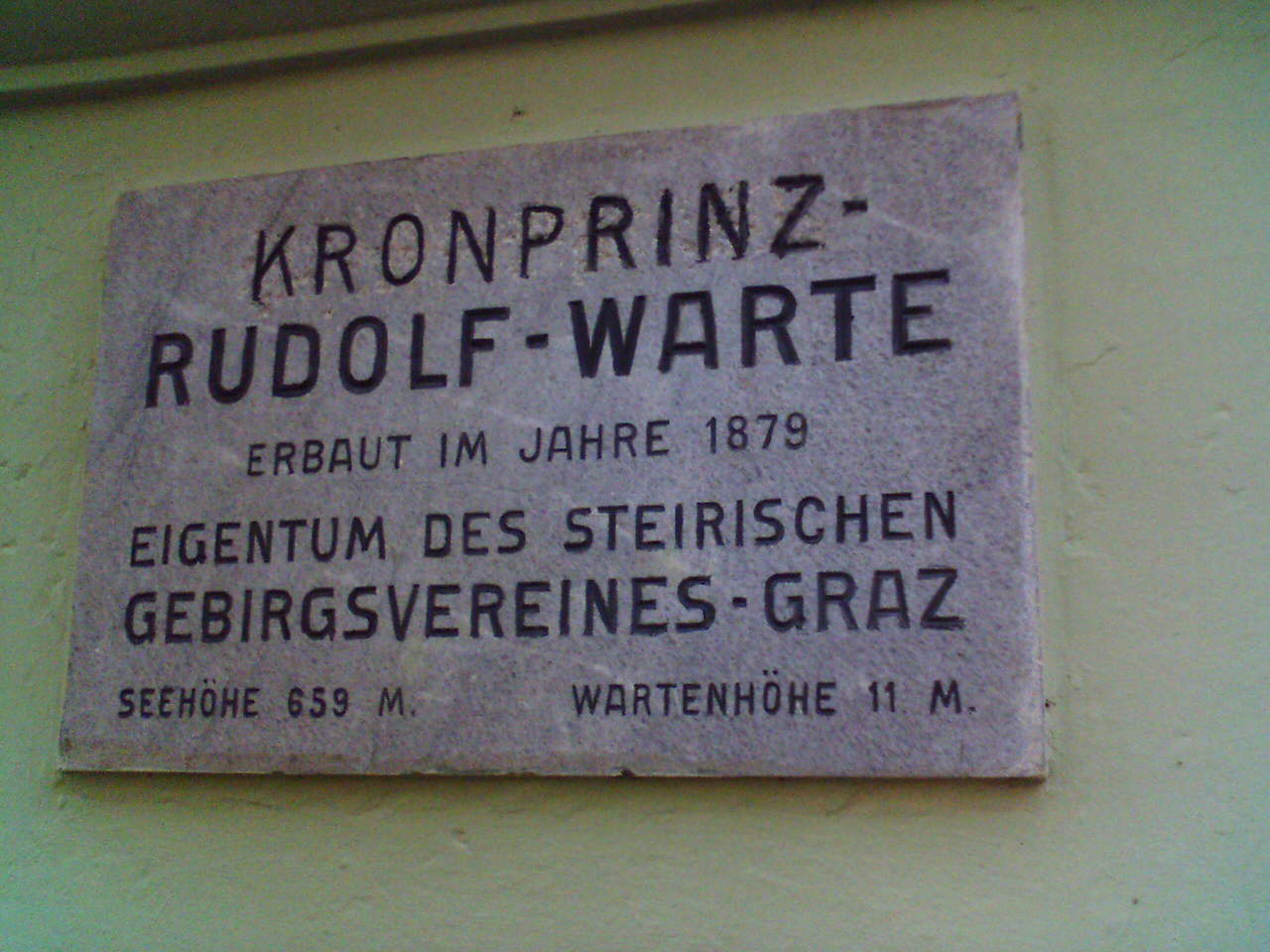
Informationstafel an der Warte (korrekte Seehöhe: 656 m)